# Альфа-циано-4-гидроксикоричная кислота
α-Циано-4-Гидроксикоричная кислота C10H11O3NСООН – одноосновная карбоновая кислота ароматического ряда природного происхождения, продукт распада синапина. Относится к классу растительных органических соединений - фенилпропаноидам. Является производным коричной кислоты.
Наиболее известно как матричное соединение, применяемое в МАЛДИ масс-спектрометрии белков и пептидов.